# Aichach
Aichach är en stad i Landkreis Aichach-Friedberg i Regierungsbezirk Schwaben i förbundslandet Bayern i Tyskland. Folkmängden uppgår till cirka 22 000 invånare. Aichach fick stadsprivilegier 1347.

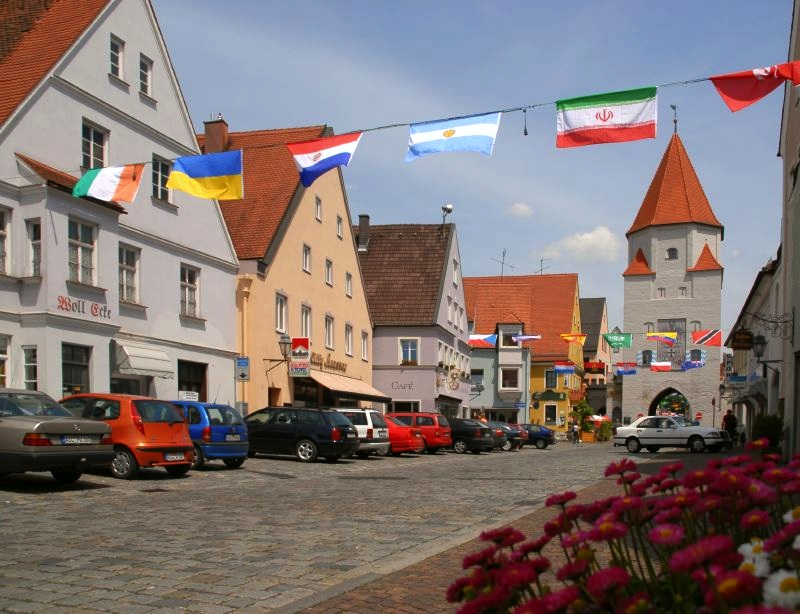
Aichach.